# KÍ 클락스비크

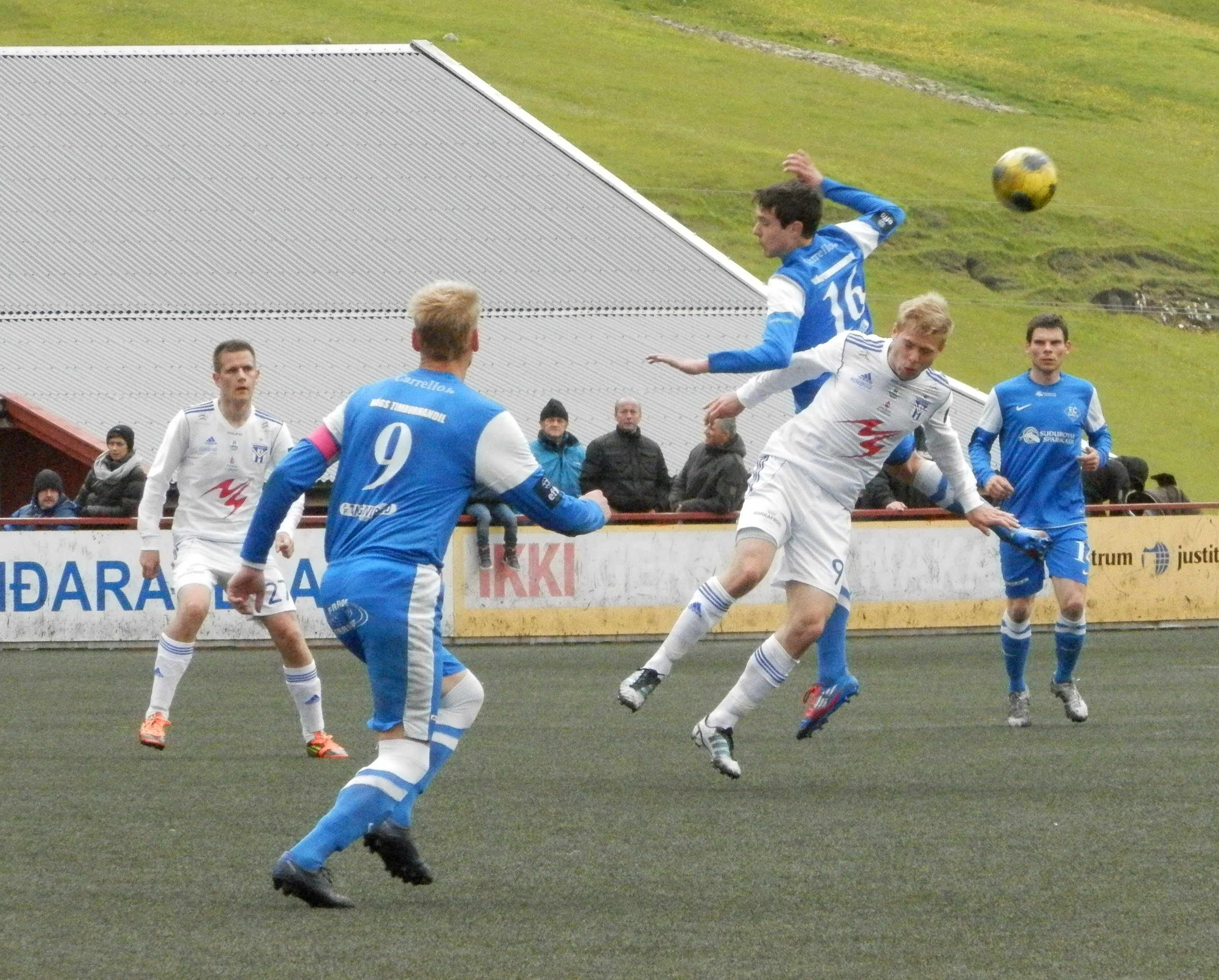

KÍ 클락스비크(KÍ Klaksvík)는 1904년에 창단된 페로 제도 클락스비크의 축구 클럽으로, 현재 페로 제도 프리미어리그에서 활동하고 있다.

## 성적
- 페로 제도 프리미어리그
  - 우승 21회 (1942, 1945, 1952, 1953, 1954, 1956, 1957, 1958, 1961, 1966, 1967, 1968, 1969, 1970, 1972, 1991, 199, 2019, 2021, 2022, 2023)
- 페로 제도 컵
  - 우승 6회 (1966, 1967, 1990, 1994, 1999, 2016)
  - 준우승 7회 (1955, 1957, 1973, 1979, 1992, 1998, 2001)

## 선수 명단

### 현역
- 아르니 프레데릭스베르(2021 ~ )
- 야쿠프 비스코프스토 안드레슨(2014 ~ )
- 베가르드 포렌(2023 ~ )
- 패트릭 다 실바(2022 ~ )